# زید السراج
زید السراج (زادهٔ ۲۰ نوامبر ۲۰۰۷) یک شناگر اهل عربستان سعودی است که در مسابقات قهرمانی جهان ۲۰۲۴ در دوحه در مسابقات ۱۰۰ و ۲۰۰ متر آزاد شرکت کرده بود. او همچنین در المپیک تابستانی ۲۰۲۴ در پاریس به‌عنوان جوان‌ترین المپین این کشور در بازی‌های المپیک بود و در مادهٔ ۱۰۰ متر آزاد با رقیبان خود مسابقه داد. 
السراج رکورد ملی در مسابقات ۱۰۰ و ۲۰۰ متر آزاد شنا را دارد.